# صداع الرعد

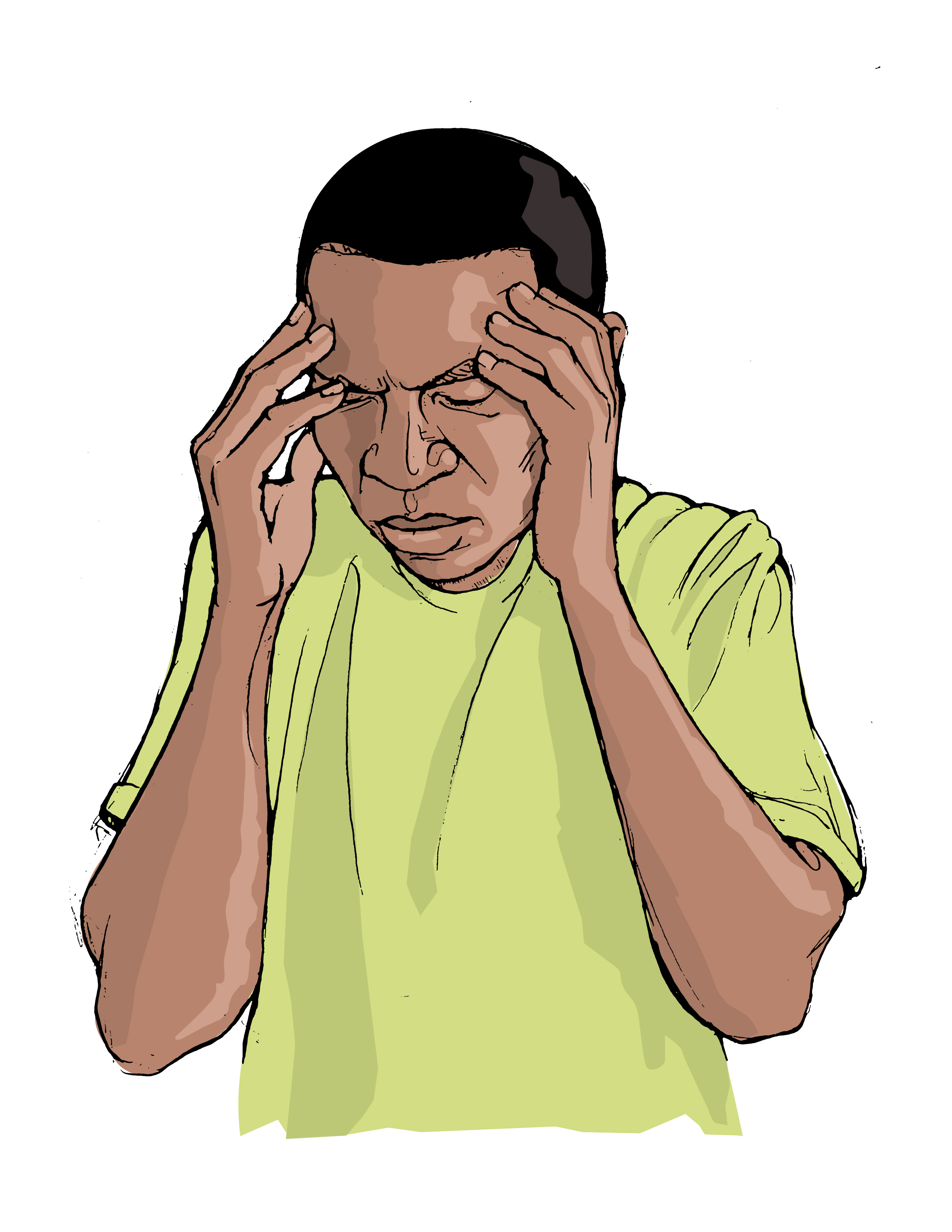
أعراض الصداع

صداع قصف الرعد thunderclap headache وهذا الصداع مرتبط باسمه حقاً، فهو يشبه تماما قصف الرعد . وهو صداع حادّ تصل كثافتَه القصوى في أقل من الدقيقة، ويدوم من ساعة إلى 10 أيام. من حين لآخر، قد لا يشكل ذلك مشكلة.

## العلامات والأعراض
ويسمى صداع «صداع قصف الرعد» إذا كانت شديدة في الطابع ويصل أقصى شدة في غضون ثوان إلى دقائق من البداية. في كثير من الحالات، لا توجد تشوهات أخرى، ولكن لأسباب مختلفة من صداع الرعد قد يؤدي إلى عدد من الأعراض العصبية.

## الأسباب
وقد يكون سببه
- نزف تحت العنكبوتية (10-25٪ من جميع حالات صداع الرعد)
- تسلخ شريان عنق الرحم
- ارتفاع ضغط الدم الطارئ (أثار ضغط الدم الشديدة)
- انخفاض ضغط الدم التلقائي داخل الجمجمة (الضغط المنخفض على السائل المخي الشوكي دون تفسير)
- السكتة الدماغية (صداع يحدث في حوالي 25٪ من السكتات الدماغية ولكن عادة لا رعدية الطابع)
- الإصابة بحالة جيوب حادة. على أية حال، يتوجب على الإنسان زيارة الطبيب فوراً عند الشعور بمثل هذا الصداع فبعض الانواع قد تعني الإصابة بنزيف في الدماغ، أو تمدد في الأوعية الدموية – يمكن أن يسبب اضعاف الشريان الذي قد ينفجر - أَو مشاكل وعاء دموي أخرى.

## التشخيص
التحقيق الأولي الأكثر أهمية هو التصوير بالاشعة المقطعية للمخ، وهو حساس جدا لحالة نزف تحت العنكبوتية. إذا كان هذا الأمر طبيعي،

## التاريخ
كان معروفا منذ عام 1920م ان أهمية آلام الصداع الشديد تكمن في تشخيص نزيف تحت العنكبوتية، حينما وصف أخصائي الأعصاب تشارلز سيموندس في لندن المتلازمة الإكلينيكية.

## قراءات إضافية
- Dodick، DW (1 يناير 2002). "Thunderclap headache". Journal of Neurology, Neurosurgery & Psychiatry. ج. 72 ع. 1: 6–11. DOI:10.1136/jnnp.72.1.6. PMC:1737692. PMID:11784817.
- Ju، Yo-El؛ Schwedt, Todd (29 مارس 2010). "Abrupt-Onset Severe Headaches". Seminars in Neurology. ج. 30 ع. 02: 192–200. DOI:10.1055/s-0030-1249229. PMC:3558726. PMID:20352589.
- Ducros، A؛ Bousser, MG (9 يناير 2013). "Thunderclap headache". BMJ. ج. 346 ع. jan08 15: e8557–e8557. DOI:10.1136/bmj.e8557. PMID:23303883.